# Jordy Polanco
Jordy Leon Polanco (8 de julio de 1996) es un futbolista beliceño que juega como mediocampista en el Belmopan Bandits de la Liga Premier de Belice.

## Selección nacional
Polanco hizo su debut con su selección en un empate 1-1 ante las Islas Caimán en 2015. Entrando de cambio por Elroy Kuylen en el minuto 94.

## Estadísticas

### Internacional
| selección nacional | Año   | Participaciones | Golesoles |
| ------------------ | ----- | --------------- | --------- |
| Belice             | 2015  | 3               | 0         |
| Belice             | 2016  | 2               | 0         |
| Belice             | 2017  | 5               | 0         |
| Belice             | 2023  | 1               | 1         |
| Total              | Total | 11              | 1         |